# Dolmen de Capela dos Mouros
L'Anta de Capela dos Mouros est un dolmen situé dans la paroisse de Talhadas sur le territoire de la municipalité de Sever do Vouga (District d'Aveiro) au Portugal. 
,.

## Description
C'est un dolmen à couloir possédant une chambre rectangulaire d'environ 1,60 × 0,80 m. Cinq orthostates sont encore in situ formant la chambre funéraire avec leur pierre de toit. La grande dalle de couverture se trouve à côté. Onze pierres dressées forment le couloir. Le tumulus conserve une superficie de 25 m2 avec des traces de sa carapace de pierres.
C'est un des plus anciens dolmens de la région, datant probablement de 6 000 ans.

## Galerie

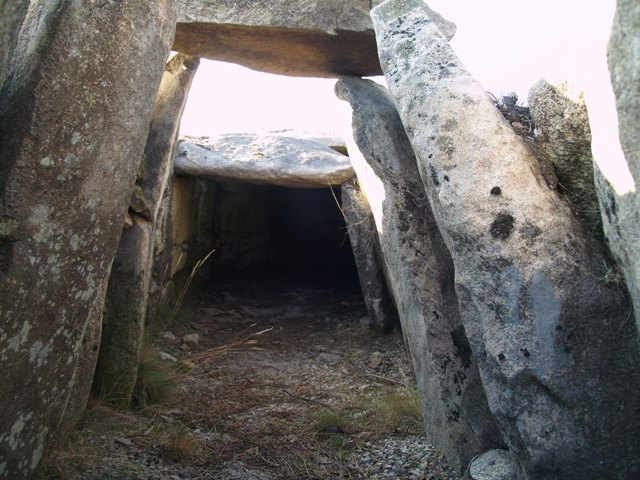
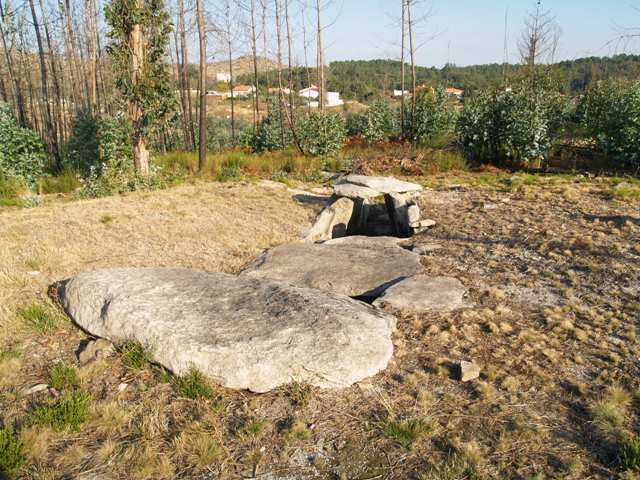